# Niedere Börde
Niedere Börde er en kommune med omkring 7.500 indbyggere, i Landkreis Börde i den tyske delstat Sachsen-Anhalt. Mittellandkanalen og floden Ohre løber gennem kommunen.

## Landsbyer
Følgende landsbyer ligger i kommunen
- Dahlenwarsleben (1.410)
- Groß Ammensleben (1.450)
- Gutenswegen (749)
- Jersleben (663)
- Klein Ammensleben (736)
- Meseberg (452)
- Samswegen (1.890)
- Vahldorf (548)

(indbyggertal pr. 31. december 2003)

Bydelvåben
- Dahlenwarsleben
- Groß Ammensleben
- Gutenswegen
- Jersleben

- Klein Ammensleben
- Meseberg
- Samswegen
- Vahldorf

## Weblinks
- Wikimedia Commons har flere filer relateret til Niedere Börde